# Амундсен (лунный кратер)
Кра́тер А́мундсен (лат. Amundsen) — крупный ударный кратер, расположенный в южной приполярной области на видимой стороне Луны. Поэтому его и назвали именем известного полярного путешественника Руаля Амундсена, который первым достиг Южного полюса Земли. Название утверждено Международным астрономическим союзом в 1964 г. Образование кратера относится к нектарскому периоду. Является кратером вечной тьмы c 100%-й затенённостью.

## Описание кратера

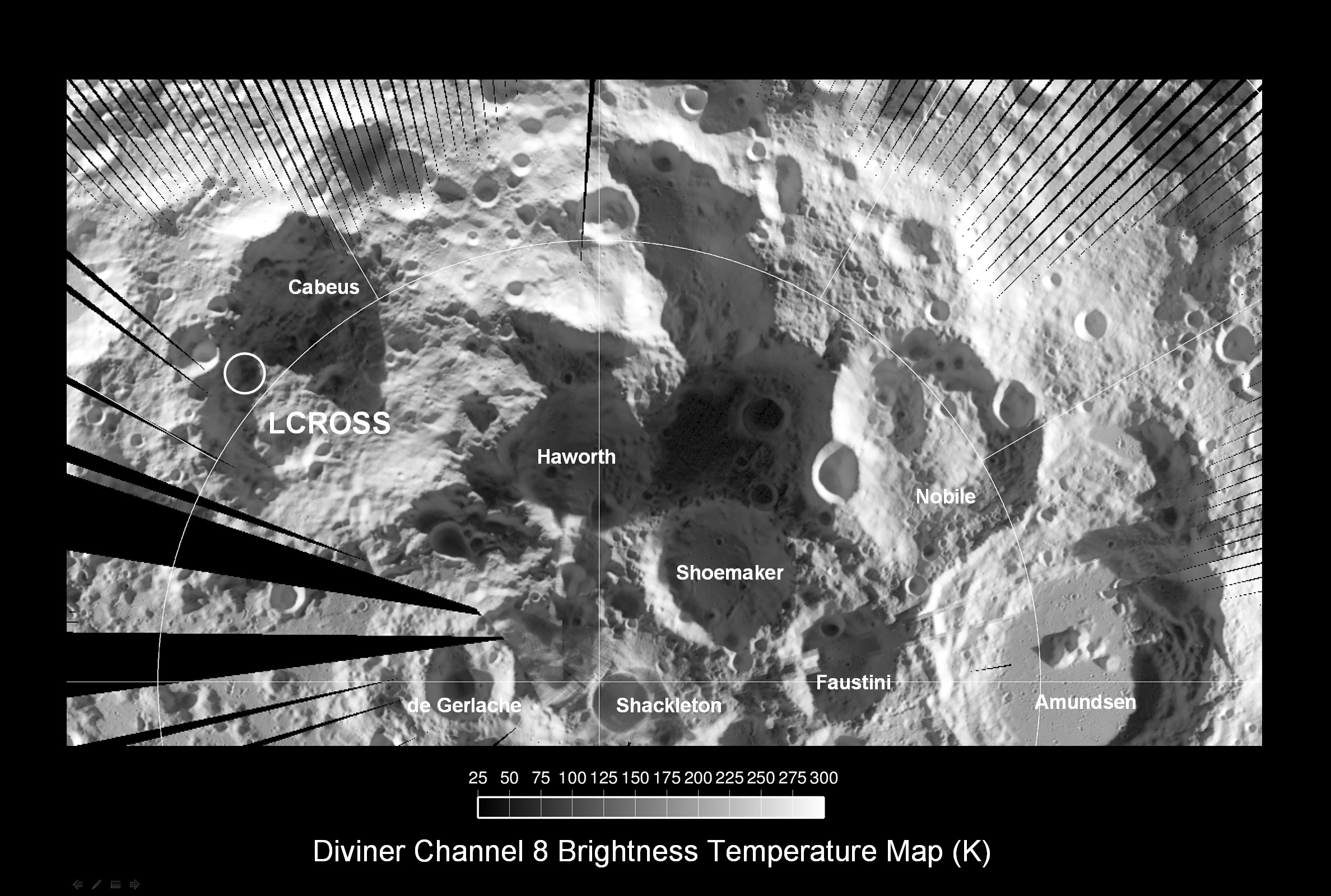
Визуализация замеров температуры лунной поверхности в районе кратера Амундсен с помощью прибора DLRE зонда Lunar Reconnaissance Orbiter.

Ближайшими соседями этого кратера являются кратеры Скотт, Сведберг, Фон Байер, Ваповский на северо-западе; кратер Хедервари на севере, кратеры Идельсон и Гансвиндт на северо-востоке; кратер Фаустини на юге и кратер Нобиле на западе. Селенографические координаты кратера — 84°26′ ю. ш. 83°04′ в. д. / 84,44° ю. ш. 83,07° в. д., диаметр — 103 км, глубина — 5,87 км.
Кратер имеет выступ в южной части, полигональную форму вала, внутренний склон вала террасовидной структуры, особенно выраженной в южной части, где склон значительно шире. Высота вала над окружающей местностью составляет 1490 м, объём кратера приблизительно 10 000 км³. Дно чаши кратера сравнительно ровное с несколькими небольшими центральными пиками. Большая часть чаши кратера находится в тени в течение лунного дня, возможно наличие на дне кратера льда.
На 43-й конференции лунных и планетологических исследований, состоявшейся в 2012 г., кратер Амундсен отмечен как одна из самых перспективных целей для исследования в южной приполярной области.
Исследование НАСА в 2021 году выявило наличие в нём 82 км² отложений твёрдого углекислого газа, весьма ценных для будущей колонизации Луны.

## Сателлитные кратеры
| Амундсен | Координаты                                            | Диаметр, км |
| -------- | ----------------------------------------------------- | ----------- |
| C        | 80°46′ ю. ш. 85°13′ в. д. / 80,76° ю. ш. 85,21° в. д. | 24,2        |

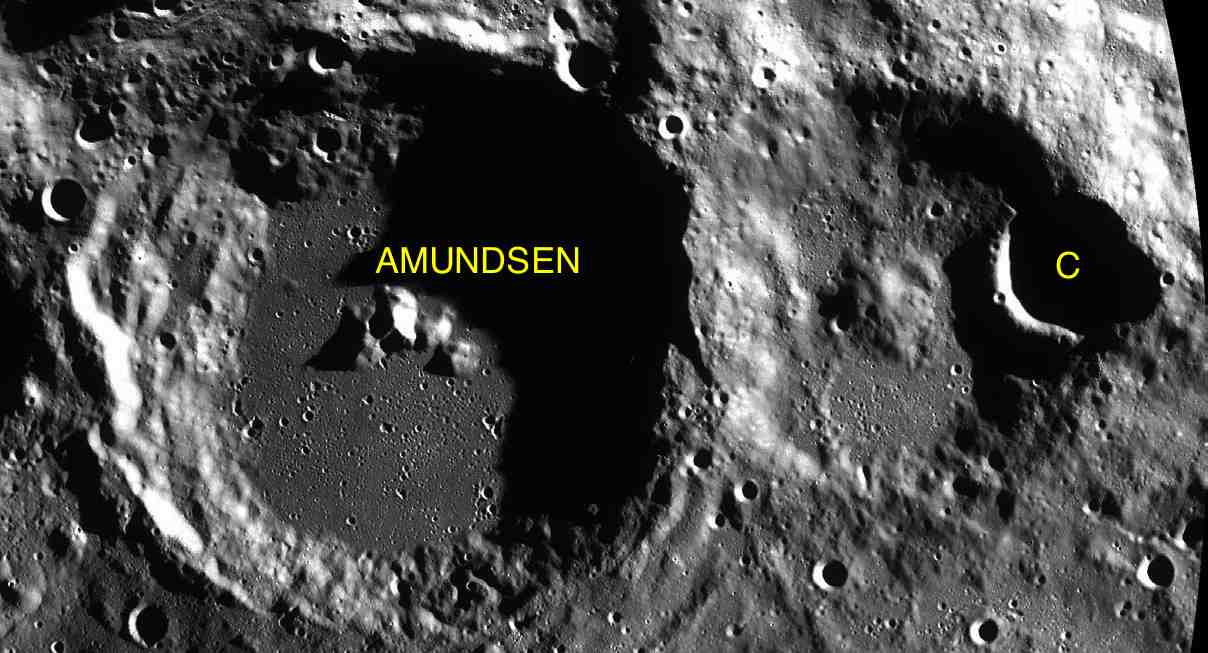
Фрагмент карты LAC-144.

- Сателлитный кратер Амундсен А в 1994 г. переименован Международным астрономическим союзом в кратер Хедервари.